# Liste der denkmalgeschützten Objekte in Berg im Attergau
Die Liste der denkmalgeschützten Objekte in Berg im Attergau enthält die 2 denkmalgeschützten, unbeweglichen Objekte der oberösterreichischen Gemeinde Berg im Attergau.

## Denkmäler
| Foto |                 | Denkmal                                                                                           | Standort                                  | Beschreibung | Metadaten |
| ---- | --------------- | ------------------------------------------------------------------------------------------------- | ----------------------------------------- | --- | --- |
| ja   | Datei hochladen | Kath. Filialkirche hll. Peter und Paul und ehem. Friedhofsfläche HERIS-ID: 52062 Objekt-ID: 58097 | bei Berg im Attergau 12 Standort KG: Berg | Eine kleine einschiffige Saalkirche aus dem 18. Jahrhundert. | BDA-Hist.: Q38048959 Status: § 2a Stand der BDA-Liste: 2025-06-30 Name: Kath. Filialkirche hll. Peter und Paul und ehem. Friedhofsfläche GstNr.: 3000 Filialkirche hll. Peter und Paul, Berg im Attergau |
| ja   | Datei hochladen | Ringwallanlage Buchberg HERIS-ID: 43863 Objekt-ID: 44550                                          | Flur Buchberg Standort KG: Berg           | Die Ringwallanlage Buchberg erstreckt sich großflächig um den Gipfelbereich des 808 m hohen Buchbergs am Nordende des Attersees über Gebiete der dort zusammentreffenden Gemeinden Attersee, Berg und St. Georgen. Der etwa 1,1 km lange Wall schließt eine Fläche von 5 ha ein, die Anlage war vermutlich bereits in der Bronzezeit besiedelt. | BDA-Hist.: Q38005229 Status: Bescheid Stand der BDA-Liste: 2025-06-30 Name: Ringwallanlage Buchberg GstNr.: 1/1                                                                                          |